# Csajághy Laura

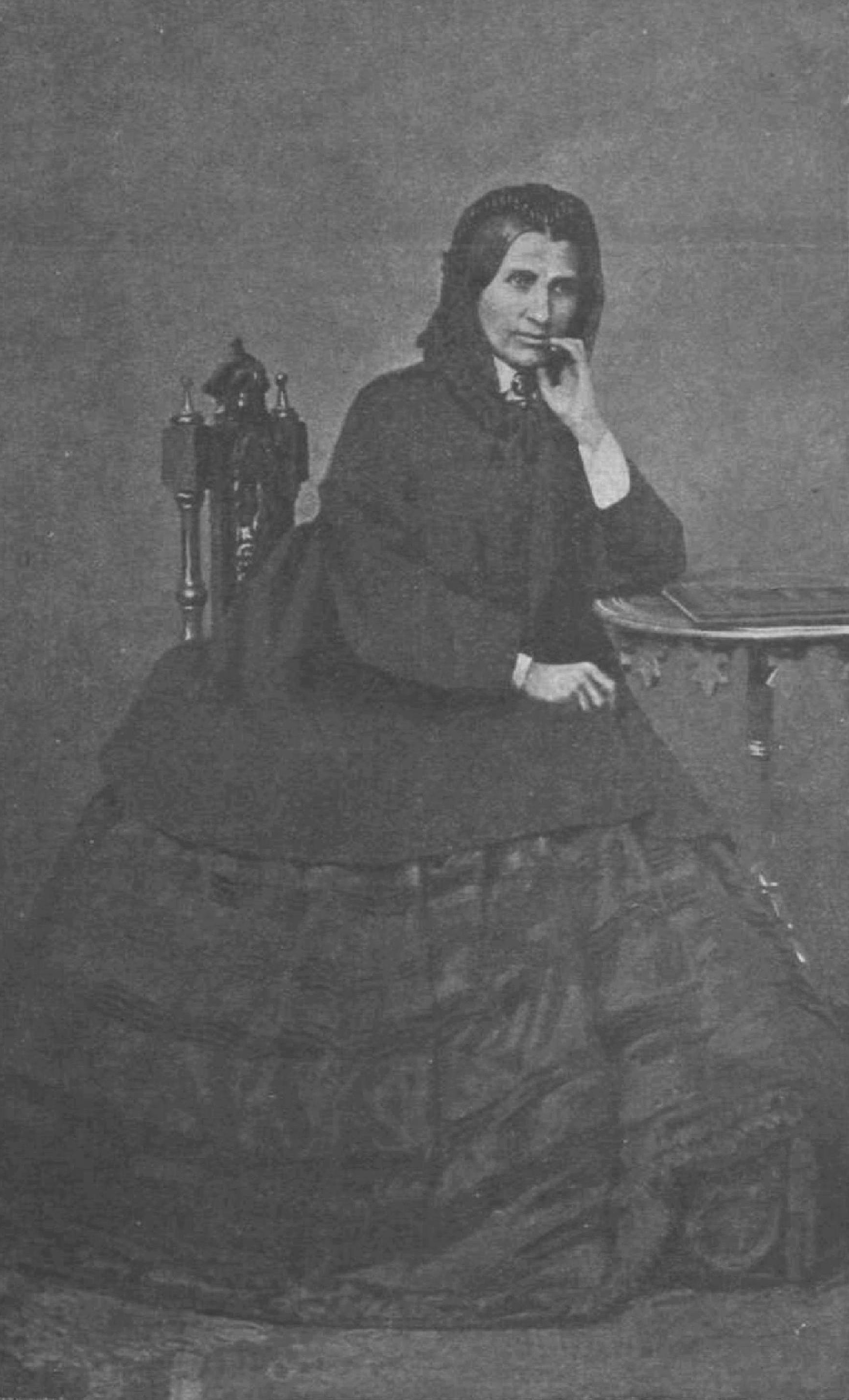

Csajághi Csajághy Laura, Csajághy Eleonóra, Leona (Csép, 1825. február 20. – Budapest, 1882. február 13.) Vörösmarty Mihály felesége és múzsája.

## Élete
Csajághy János, Komárom vármegyei birtokos és feleségének, Takó Zsuzsannának leánya. Szüleinek házasságából 3 fiú (Antal, Sándor, László) és 4 lány (Erzsébet, Júlia, Johanna és Laura) gyermek született. Testvére, Csajághy Júlia (1818-1885) Bajza József költő felesége lett. Másik testvére Erzsébet, akinek a lányai Csapó Mária és Csapó Etelke (Petőfi első szerelme).
Vörösmarty és későbbi hitvese 1841-ben ismerkedtek meg, mikor Laura nővéréhez, Bajzánéhoz érkezett Pestre látogatóba. Bajza és Vörösmarty abban az időben egy házban lakott, és Vörösmarty gyakran étkezett náluk. Csajághy Laura egy ilyen étkezés idején érkezett meg. Vörösmarty a fiatal vendég előtt nem tartotta öltözetét megfelelőnek, ezért hazament és fekete atillát öltött. Az ifjú Laura nagyon restellte, hogy kellemetlenséget okozott a neves költőnek. Ez és Vörösmarty korábbi szerelmi csalódása is hozzájárult, hogy csak 1842-ben jutott Laura tudtára, hogy Vörösmarty számára nem közömbös. Vörösmarty Bajzának mondta el, mit érez a lány iránt, tőle tudta meg Laura, de nem válaszolt Vörösmarty érzéseire semmit. Ennek köszönhetően írta meg Vörösmarty 1843-ban a Merengőhöz című versét. Ezenkívül Laurához íródott A szomjú, Laurához és az Ábránd.

### Gyermekei
Vörösmarty végül Pesten, 1843. május 9-én vette feleségül a nála 25 évvel fiatalabb Laurát a pest-belvárosi plébánián, a menyasszony tanúja Bajza József volt. Házasságuk 12 évig tartott, 5 gyermekük született, közülük ketten, Irma és Mihály fiatalon meghaltak, másik három gyermekük:
- Béla (1844–1904), igazságügyi államtitkár, a Kúria másodelnöke
- Ilona (1846–1910), aki 1867. szeptember 16-án feleségül ment Széll Kálmánhoz, a későbbi pénzügyminiszterhez, miniszterelnökhöz
- Erzsébet, aki hosszan tartó betegség után 1879. július 21-én hunyt el élete 31. évében[7]

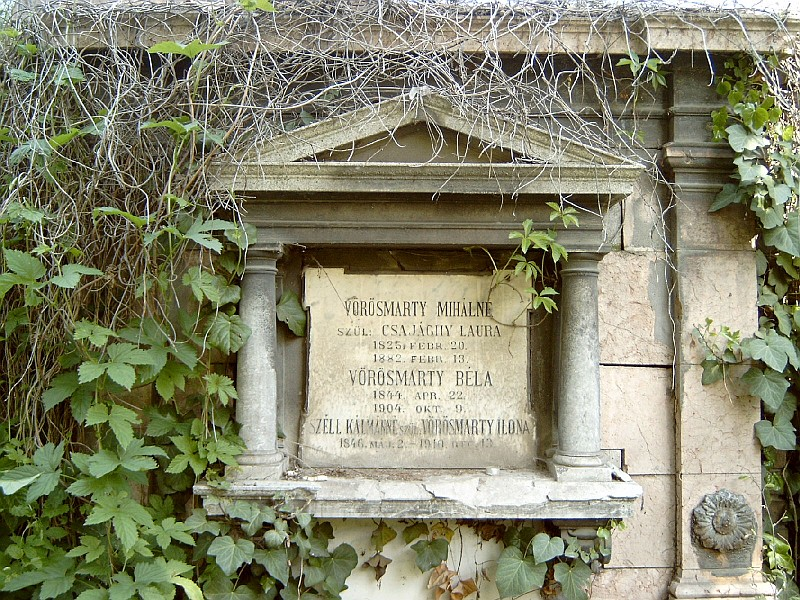
Csajághy Laura (Vörösmarty Mihályné), Vörösmarty Béla és Széllné Vörösmarty Ilona sírja Budapesten. Kerepesi temető: B. 316.

Férje 1855-ben bekövetkezett halála után a gyermekek gyámja Vörösmarty jó barátja, Deák Ferenc lett, aki a család megsegítésére szólította fel a nemzetet. Miután a cenzúra ezt megtiltotta, több száz magánlevélben folytatta. Deák munkájának köszönhetően jelentős összeg, több mint 100 000 forint (103 ezer) gyűlt össze. Férje halála után visszavonultan élt, csak gyermekeivel foglalkozott. Férjét huszonhét évvel élte túl, 1882. február 13-án halt meg Budapesten, tüdőhűdés következtében 57 éves korában. Fiával és leányával, Ilonával együtt a Kerepesi úti temetőben nyugszik, ahol február 15-én helyezték örök nyugalomra.

## A Vörösmarty–Széll–Bajza családok kapcsolata
|                             |                             |                             |                             |                             |                             |  |  |                               |                               |                               |                               |                               |                               |                               |                               |                               |                               |                              |                              |                              |                              |                            |                            |                            |                            | Csajághy János (1780–1846) | Csajághy János (1780–1846) | Csajághy János (1780–1846) | Csajághy János (1780–1846) | Csajághy János (1780–1846)    | Csajághy János (1780–1846)    |                                 |                                 | Takó Zsuzsanna (1788–1859)      | Takó Zsuzsanna (1788–1859)      | Takó Zsuzsanna (1788–1859)      | Takó Zsuzsanna (1788–1859)      | Takó Zsuzsanna (1788–1859)         | Takó Zsuzsanna (1788–1859)         |                                    |                                    |                                    |                                    |                             |                             |                             |                             |                             |                             |                             |                             |                          |                          |                          |                          |                        |                        |                        |                        |  |  |                   |                   |                   |                   |                   |                   |  |  |  |  |
|                             |                             |                             |                             |                             |                             |  |  |                               |                               |                               |                               |                               |                               |                               |                               |                               |                               |                              |                              |                              |                              |                            |                            |                            |                            | Csajághy János (1780–1846) | Csajághy János (1780–1846) | Csajághy János (1780–1846) | Csajághy János (1780–1846) | Csajághy János (1780–1846)    | Csajághy János (1780–1846)    |                                 |                                 | Takó Zsuzsanna (1788–1859)      | Takó Zsuzsanna (1788–1859)      | Takó Zsuzsanna (1788–1859)      | Takó Zsuzsanna (1788–1859)      | Takó Zsuzsanna (1788–1859)         | Takó Zsuzsanna (1788–1859)         |                                    |                                    |                                    |                                    |                             |                             |                             |                             |                             |                             |                             |                             |                          |                          |                          |                          |                        |                        |                        |                        |  |  |                   |                   |                   |                   |                   |                   |  |  |  |  |
|                             |                             |                             |                             |                             |                             |  |  |                               |                               |                               |                               |                               |                               |                               |                               |                               |                               |                              |                              |                              |                              |                            |                            |                            |                            |                            |                            |                            |                            |                               |                               |                                 |                                 |                                 |                                 |                                 |                                 |                                    |                                    |                                    |                                    |                                    |                                    |                             |                             |                             |                             |                             |                             |                             |                             |                          |                          |                          |                          |                        |                        |                        |                        |  |  |                   |                   |                   |                   |                   |                   |  |  |  |  |
|                             |                             |                             |                             |                             |                             |  |  |                               |                               |                               |                               |                               |                               |                               |                               |                               |                               |                              |                              |                              |                              |                            |                            |                            |                            |                            |                            |                            |                            |                               |                               |                                 |                                 |                                 |                                 |                                 |                                 |                                    |                                    |                                    |                                    |                                    |                                    |                             |                             |                             |                             |                             |                             |                             |                             |                          |                          |                          |                          |                        |                        |                        |                        |  |  |                   |                   |                   |                   |                   |                   |  |  |  |  |
|                             |                             |                             |                             |                             |                             |  |  |                               |                               |                               |                               | Vörösmarty Mihály (1800–1855) | Vörösmarty Mihály (1800–1855) | Vörösmarty Mihály (1800–1855) | Vörösmarty Mihály (1800–1855) | Vörösmarty Mihály (1800–1855) | Vörösmarty Mihály (1800–1855) |                              |                              | Csajághy Laura (1825–1882)   | Csajághy Laura (1825–1882)   | Csajághy Laura (1825–1882) | Csajághy Laura (1825–1882) | Csajághy Laura (1825–1882) | Csajághy Laura (1825–1882) |                            |                            |                            |                            |                               |                               |                                 |                                 |                                 |                                 |                                 |                                 |                                    |                                    |                                    |                                    | Csajághy Júlia (1817–1887)         | Csajághy Júlia (1817–1887)         | Csajághy Júlia (1817–1887)  | Csajághy Júlia (1817–1887)  | Csajághy Júlia (1817–1887)  | Csajághy Júlia (1817–1887)  |                             |                             | Bajza József (1804–1858)    | Bajza József (1804–1858)    | Bajza József (1804–1858) | Bajza József (1804–1858) | Bajza József (1804–1858) | Bajza József (1804–1858) |                        |                        |                        |                        |  |  |                   |                   |                   |                   |                   |                   |  |  |  |  |
|                             |                             |                             |                             |                             |                             |  |  |                               |                               |                               |                               | Vörösmarty Mihály (1800–1855) | Vörösmarty Mihály (1800–1855) | Vörösmarty Mihály (1800–1855) | Vörösmarty Mihály (1800–1855) | Vörösmarty Mihály (1800–1855) | Vörösmarty Mihály (1800–1855) |                              |                              | Csajághy Laura (1825–1882)   | Csajághy Laura (1825–1882)   | Csajághy Laura (1825–1882) | Csajághy Laura (1825–1882) | Csajághy Laura (1825–1882) | Csajághy Laura (1825–1882) |                            |                            |                            |                            |                               |                               |                                 |                                 |                                 |                                 |                                 |                                 |                                    |                                    |                                    |                                    | Csajághy Júlia (1817–1887)         | Csajághy Júlia (1817–1887)         | Csajághy Júlia (1817–1887)  | Csajághy Júlia (1817–1887)  | Csajághy Júlia (1817–1887)  | Csajághy Júlia (1817–1887)  |                             |                             | Bajza József (1804–1858)    | Bajza József (1804–1858)    | Bajza József (1804–1858) | Bajza József (1804–1858) | Bajza József (1804–1858) | Bajza József (1804–1858) |                        |                        |                        |                        |  |  |                   |                   |                   |                   |                   |                   |  |  |  |  |
|                             |                             |                             |                             |                             |                             |  |  |                               |                               |                               |                               |                               |                               |                               |                               |                               |                               |                              |                              |                              |                              |                            |                            |                            |                            |                            |                            |                            |                            |                               |                               |                                 |                                 |                                 |                                 |                                 |                                 |                                    |                                    |                                    |                                    |                                    |                                    |                             |                             |                             |                             |                             |                             |                             |                             |                          |                          |                          |                          |                        |                        |                        |                        |  |  |                   |                   |                   |                   |                   |                   |  |  |  |  |
|                             |                             |                             |                             |                             |                             |  |  |                               |                               |                               |                               |                               |                               |                               |                               |                               |                               |                              |                              |                              |                              |                            |                            |                            |                            |                            |                            |                            |                            |                               |                               |                                 |                                 |                                 |                                 |                                 |                                 |                                    |                                    |                                    |                                    |                                    |                                    |                             |                             |                             |                             |                             |                             |                             |                             |                          |                          |                          |                          |                        |                        |                        |                        |  |  |                   |                   |                   |                   |                   |                   |  |  |  |  |
| Vörösmarty Béla (1844–1904) | Vörösmarty Béla (1844–1904) | Vörösmarty Béla (1844–1904) | Vörösmarty Béla (1844–1904) | Vörösmarty Béla (1844–1904) | Vörösmarty Béla (1844–1904) |  |  | Vörösmarty Mihály (1845–1848) | Vörösmarty Mihály (1845–1848) | Vörösmarty Mihály (1845–1848) | Vörösmarty Mihály (1845–1848) | Vörösmarty Mihály (1845–1848) | Vörösmarty Mihály (1845–1848) |                               |                               | Vörösmarty Ilona (1846–1910)  | Vörösmarty Ilona (1846–1910)  | Vörösmarty Ilona (1846–1910) | Vörösmarty Ilona (1846–1910) | Vörösmarty Ilona (1846–1910) | Vörösmarty Ilona (1846–1910) |                            |                            | Széll Kálmán (1843–1915)   | Széll Kálmán (1843–1915)   | Széll Kálmán (1843–1915)   | Széll Kálmán (1843–1915)   | Széll Kálmán (1843–1915)   | Széll Kálmán (1843–1915)   |                               |                               | Vörösmarty Erzsébet (1847–1879) | Vörösmarty Erzsébet (1847–1879) | Vörösmarty Erzsébet (1847–1879) | Vörösmarty Erzsébet (1847–1879) | Vörösmarty Erzsébet (1847–1879) | Vörösmarty Erzsébet (1847–1879) |                                    |                                    | Vörösmarty Irma (1848–1849)        | Vörösmarty Irma (1848–1849)        | Vörösmarty Irma (1848–1849)        | Vörösmarty Irma (1848–1849)        | Vörösmarty Irma (1848–1849) | Vörösmarty Irma (1848–1849) |                             |                             |                             |                             |                             |                             |                          |                          |                          |                          |                        |                        |                        |                        |  |  |                   |                   |                   |                   |                   |                   |  |  |  |  |
| Vörösmarty Béla (1844–1904) | Vörösmarty Béla (1844–1904) | Vörösmarty Béla (1844–1904) | Vörösmarty Béla (1844–1904) | Vörösmarty Béla (1844–1904) | Vörösmarty Béla (1844–1904) |  |  | Vörösmarty Mihály (1845–1848) | Vörösmarty Mihály (1845–1848) | Vörösmarty Mihály (1845–1848) | Vörösmarty Mihály (1845–1848) | Vörösmarty Mihály (1845–1848) | Vörösmarty Mihály (1845–1848) |                               |                               | Vörösmarty Ilona (1846–1910)  | Vörösmarty Ilona (1846–1910)  | Vörösmarty Ilona (1846–1910) | Vörösmarty Ilona (1846–1910) | Vörösmarty Ilona (1846–1910) | Vörösmarty Ilona (1846–1910) |                            |                            | Széll Kálmán (1843–1915)   | Széll Kálmán (1843–1915)   | Széll Kálmán (1843–1915)   | Széll Kálmán (1843–1915)   | Széll Kálmán (1843–1915)   | Széll Kálmán (1843–1915)   |                               |                               | Vörösmarty Erzsébet (1847–1879) | Vörösmarty Erzsébet (1847–1879) | Vörösmarty Erzsébet (1847–1879) | Vörösmarty Erzsébet (1847–1879) | Vörösmarty Erzsébet (1847–1879) | Vörösmarty Erzsébet (1847–1879) |                                    |                                    | Vörösmarty Irma (1848–1849)        | Vörösmarty Irma (1848–1849)        | Vörösmarty Irma (1848–1849)        | Vörösmarty Irma (1848–1849)        | Vörösmarty Irma (1848–1849) | Vörösmarty Irma (1848–1849) |                             |                             |                             |                             |                             |                             |                          |                          |                          |                          |                        |                        |                        |                        |  |  |                   |                   |                   |                   |                   |                   |  |  |  |  |
|                             |                             |                             |                             |                             |                             |  |  |                               |                               |                               |                               |                               |                               |                               |                               |                               |                               |                              |                              |                              |                              |                            |                            |                            |                            |                            |                            |                            |                            |                               |                               |                                 |                                 |                                 |                                 |                                 |                                 |                                    |                                    |                                    |                                    |                                    |                                    |                             |                             |                             |                             |                             |                             |                             |                             |                          |                          |                          |                          |                        |                        |                        |                        |  |  |                   |                   |                   |                   |                   |                   |  |  |  |  |
|                             |                             |                             |                             |                             |                             |  |  |                               |                               |                               |                               |                               |                               |                               |                               |                               |                               |                              |                              |                              |                              |                            |                            |                            |                            |                            |                            |                            |                            |                               |                               |                                 |                                 |                                 |                                 |                                 |                                 |                                    |                                    |                                    |                                    |                                    |                                    |                             |                             |                             |                             |                             |                             |                             |                             |                          |                          |                          |                          |                        |                        |                        |                        |  |  |                   |                   |                   |                   |                   |                   |  |  |  |  |
|                             |                             |                             |                             |                             |                             |  |  |                               |                               |                               |                               |                               |                               |                               |                               |                               |                               |                              |                              | Széll Ilona (1868–1945)      | Széll Ilona (1868–1945)      | Széll Ilona (1868–1945)    | Széll Ilona (1868–1945)    | Széll Ilona (1868–1945)    | Széll Ilona (1868–1945)    |                            |                            |                            |                            | Heckenast Gusztáv (1811–1878) | Heckenast Gusztáv (1811–1878) | Heckenast Gusztáv (1811–1878)   | Heckenast Gusztáv (1811–1878)   | Heckenast Gusztáv (1811–1878)   | Heckenast Gusztáv (1811–1878)   |                                 |                                 | Beniczkyné Bajza Lenke (1839–1905) | Beniczkyné Bajza Lenke (1839–1905) | Beniczkyné Bajza Lenke (1839–1905) | Beniczkyné Bajza Lenke (1839–1905) | Beniczkyné Bajza Lenke (1839–1905) | Beniczkyné Bajza Lenke (1839–1905) |                             |                             | Beniczky Ferenc (1833–1905) | Beniczky Ferenc (1833–1905) | Beniczky Ferenc (1833–1905) | Beniczky Ferenc (1833–1905) | Beniczky Ferenc (1833–1905) | Beniczky Ferenc (1833–1905) |                          |                          | Bajza Jenő (1840–1863)   | Bajza Jenő (1840–1863)   | Bajza Jenő (1840–1863) | Bajza Jenő (1840–1863) | Bajza Jenő (1840–1863) | Bajza Jenő (1840–1863) |  |  | Bajza Irén (1843) | Bajza Irén (1843) | Bajza Irén (1843) | Bajza Irén (1843) | Bajza Irén (1843) | Bajza Irén (1843) |  |  |  |  |
|                             |                             |                             |                             |                             |                             |  |  |                               |                               |                               |                               |                               |                               |                               |                               |                               |                               |                              |                              | Széll Ilona (1868–1945)      | Széll Ilona (1868–1945)      | Széll Ilona (1868–1945)    | Széll Ilona (1868–1945)    | Széll Ilona (1868–1945)    | Széll Ilona (1868–1945)    |                            |                            |                            |                            | Heckenast Gusztáv (1811–1878) | Heckenast Gusztáv (1811–1878) | Heckenast Gusztáv (1811–1878)   | Heckenast Gusztáv (1811–1878)   | Heckenast Gusztáv (1811–1878)   | Heckenast Gusztáv (1811–1878)   |                                 |                                 | Beniczkyné Bajza Lenke (1839–1905) | Beniczkyné Bajza Lenke (1839–1905) | Beniczkyné Bajza Lenke (1839–1905) | Beniczkyné Bajza Lenke (1839–1905) | Beniczkyné Bajza Lenke (1839–1905) | Beniczkyné Bajza Lenke (1839–1905) |                             |                             | Beniczky Ferenc (1833–1905) | Beniczky Ferenc (1833–1905) | Beniczky Ferenc (1833–1905) | Beniczky Ferenc (1833–1905) | Beniczky Ferenc (1833–1905) | Beniczky Ferenc (1833–1905) |                          |                          | Bajza Jenő (1840–1863)   | Bajza Jenő (1840–1863)   | Bajza Jenő (1840–1863) | Bajza Jenő (1840–1863) | Bajza Jenő (1840–1863) | Bajza Jenő (1840–1863) |  |  | Bajza Irén (1843) | Bajza Irén (1843) | Bajza Irén (1843) | Bajza Irén (1843) | Bajza Irén (1843) | Bajza Irén (1843) |  |  |  |  |